# Poensgenpark

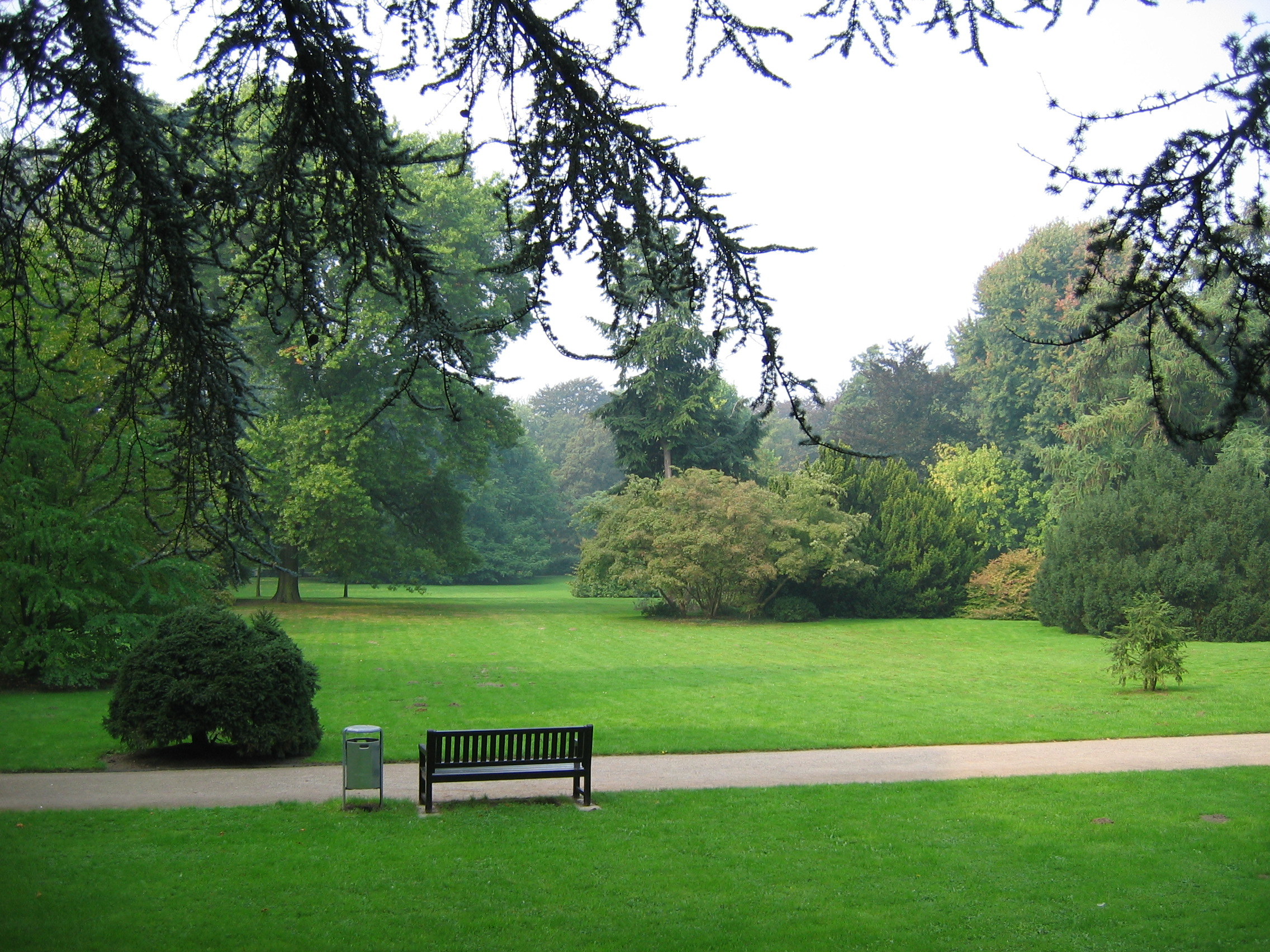
Poensgenpark – Landschaftsparkteil: Blick auf die große Wiese

Der Poensgenpark (auch Cromford-Park genannt) ist einer der bekanntesten Parks in Ratingen. Als Beispiel für einen „späten Landschaftspark“ an der Wende zum 20. Jahrhundert gehört er zu den besonderen Kulturschätzen im Rheinland. Ehemals als privater Park angelegt, ist die 4,5 ha große Parkanlage seit 1977 öffentlich zugänglich. Sie gehört seit 2005 zur Straße der Gartenkunst zwischen Rhein und Maas und steht seit 1997 unter Denkmalschutz.

## Geschichte

### Brügelmannscher Barockgarten
Die frühesten Ursprünge des Parks reichen in das Jahr 1790 zurück: Johann Gottfried Brügelmann, Gründer der Textilfabrik Cromford, hatte ihn unter Beteiligung des damals noch jungen Gartenarchitekten Maximilian Friedrich Weyhe als Barockgarten angelegt. An diesen alten Park erinnert heute nur noch die zum Herrenhaus führende kleine Kastanienallee.

### Privatnutzung durch die Familie Poensgen
1906 erwarb Kommerzienrat Carl Poensgen, damaliger Teilhaber der Düsseldorfer Röhren- und Eisenwalzwerke AG vorm. Poensgen , das Grundstück von seinem Schwiegersohn Moritz Brügelmann und ließ 1907 vom Düsseldorfer Gartenarchitekten Reinhold Hoemann einen Park nach englischem Vorbild entwerfen und gestalten. Hoemann hatte zuvor bereits den Waldpark um das Forstgut „Elisenhof“ bei Koblenz-Arenberg von Albert Poensgen, Vetter von Carl Rudolf, entworfen und gestaltet. Am oberen Ende des Parks, auf einer etwas erhöht über der Angeraue liegenden Geländeterrasse am heutigen Brügelmannweg, ließ Kommerzienrat Poensgen 1907/1908 von den Architekten Kayser & von Groszheim aus Düsseldorf ein Haus erbauen. Dieses „Angerhaus“ lässt sich am ehesten der so genannten Reformbewegung zuordnen, die um 1900 bis etwa 1920 den Baustil prägte.
1914 wurde das Gelände nordwestlich der Anger um ein Waldstück ergänzt, in dem auch eine Grablege der Familie Brügelmann zu finden ist. Nach dem Tod des Parkgründers im Jahre 1921 übernahm sein ältester Sohn Ernst Poensgen, der auch beruflich in die Fußstapfen des Vaters getreten war, das Anwesen. Ernst Poensgen war eine der herausragenden Persönlichkeiten der rheinisch-westfälischen Wirtschaftsgeschichte und von 1935 bis 1943 Vorstands- und seit 1944 Aufsichtsratsvorsitzender der Vereinigte Stahlwerke AG, dem zeitweise größten deutschen Montankonzern. In dieser Funktion veräußerte er zwischen 1939 und 1941 den väterlichen Park in mehreren Teilen den Vereinigten Stahlwerken.

### Besitz der Vereinigten Stahlwerke
Am 22. März 1945, also kurz vor Ende des Zweiten Weltkriegs, bombardierten die Alliierten die nahe gelegene Textilfabrik Cromford. Dabei gingen auch 23 Bomben im Poensgenpark nieder. Das Angerhaus sowie der gesamte Hausgarten wurden zerstört. Alle zu diesem Zeitpunkt im Haus befindlichen Personen kamen ums Leben, darunter auch Helmuth Poensgen mit seiner Frau Ursula. Von der ursprünglichen baulichen und figürlichen Ausstattung des Hausgartens sind heute lediglich eine Puttengruppe und eine Sandsteintreppe erhalten.
Überlegungen zum Verkauf des Poensgen’schen Landschaftsgartens gab es seitens der Vereinigten Stahlwerke (VSt) bereits Anfang der 1950er Jahre und konkretisierten sich dann 1954. Unter die von den Alliierten nach dem Zweiten Weltkrieg geforderte Entflechtung der deutschen Eisen- und Stahlindustrie (aufgrund des Gesetzes Nr. 27 der Alliierten Hohen Kommission) fielen auch und vor allem die Vereinigten Stahlwerke. Von dem Grundbesitz, den die VSt am 31. März 1954 noch in Ratingen besaß, sind die meisten Besitzungen bis 1955 auf Nachfolgegesellschaften übertragen worden. Der Poensgenpark sowie einige weitere Flurstücke wurden mit Vertrag vom 1. März 1955 veräußert. Nachdem Walter Rohland, Vorstandsmitglied der VSt, 1951 bereits ein Grundstück am Brügelmannweg 10 (später unter der Adressbezeichnung Schillerstraße 17) erworben hatte, bemühte er sich nur wenige Jahre später auch um den Kauf des gegenüber liegenden Parks. Er berief sich dabei auf ein privatschriftliches Vorkaufsrecht, das ihm seitens der VSt für die westlich des Brügelmannweges liegende Fläche zugesichert worden sei. Rohland ließ den Park nach Vorschlägen des Gartenarchitekten Lutz Schreiber aus Aachen restaurieren und in Teilen umgestalten, unter anderem einen Badegarten mit einem kleinen privaten Hallenbad und einem Gästehaus einrichten und an der Austrittsstelle der Anger den heute noch dort stehenden Mühlstein aufstellen, in den er einmeißeln ließ, welche Länder der Welt er in welchen Jahren bereist hatte.

### Öffentliche Nutzung
Seit 1977 ist der Park öffentlich zugänglich. Nach dem Tod Rohlands erwarb zunächst 1982 der Ratinger Tiefbauunternehmer Bernhard Wieler den Park, 1984 die Stadt Ratingen.
1995 wurde durch die Landschaftsarchitekten Rose und Gustav Wörner ein Parkpflegewerk erstellt, als dessen Konsequenz der Park 1997 unter Denkmalschutz gestellt und die Anhöhe des ehemaligen Angerhauses gartendenkmalpflegerisch als Rosen- und Staudengarten neu gestaltet wurde. 2005 wurde der Poensgenpark als exzellenter Park in die Straße der Gartenkunst zwischen Rhein und Maas aufgenommen.

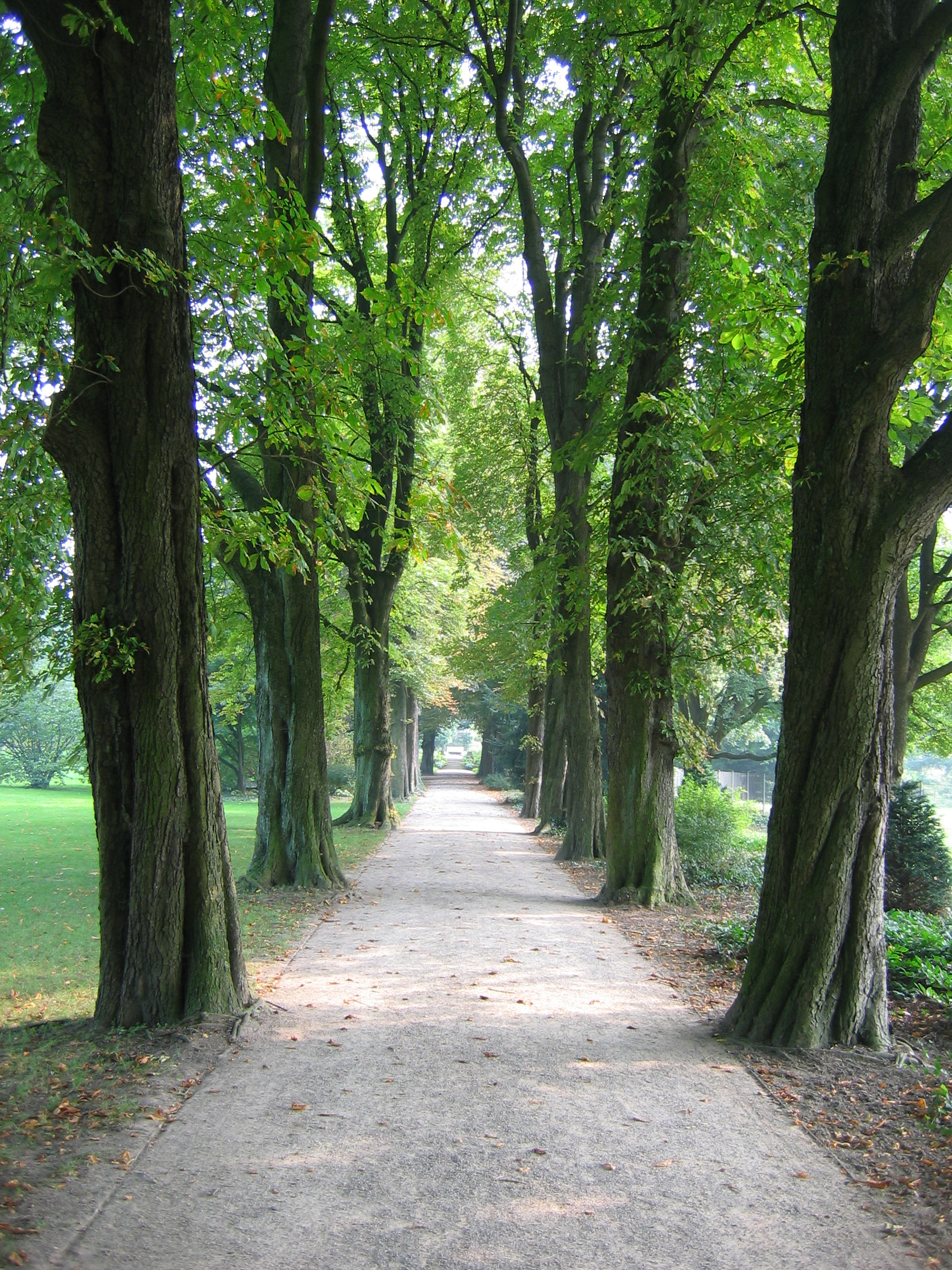
Die Kastanienallee (2006)

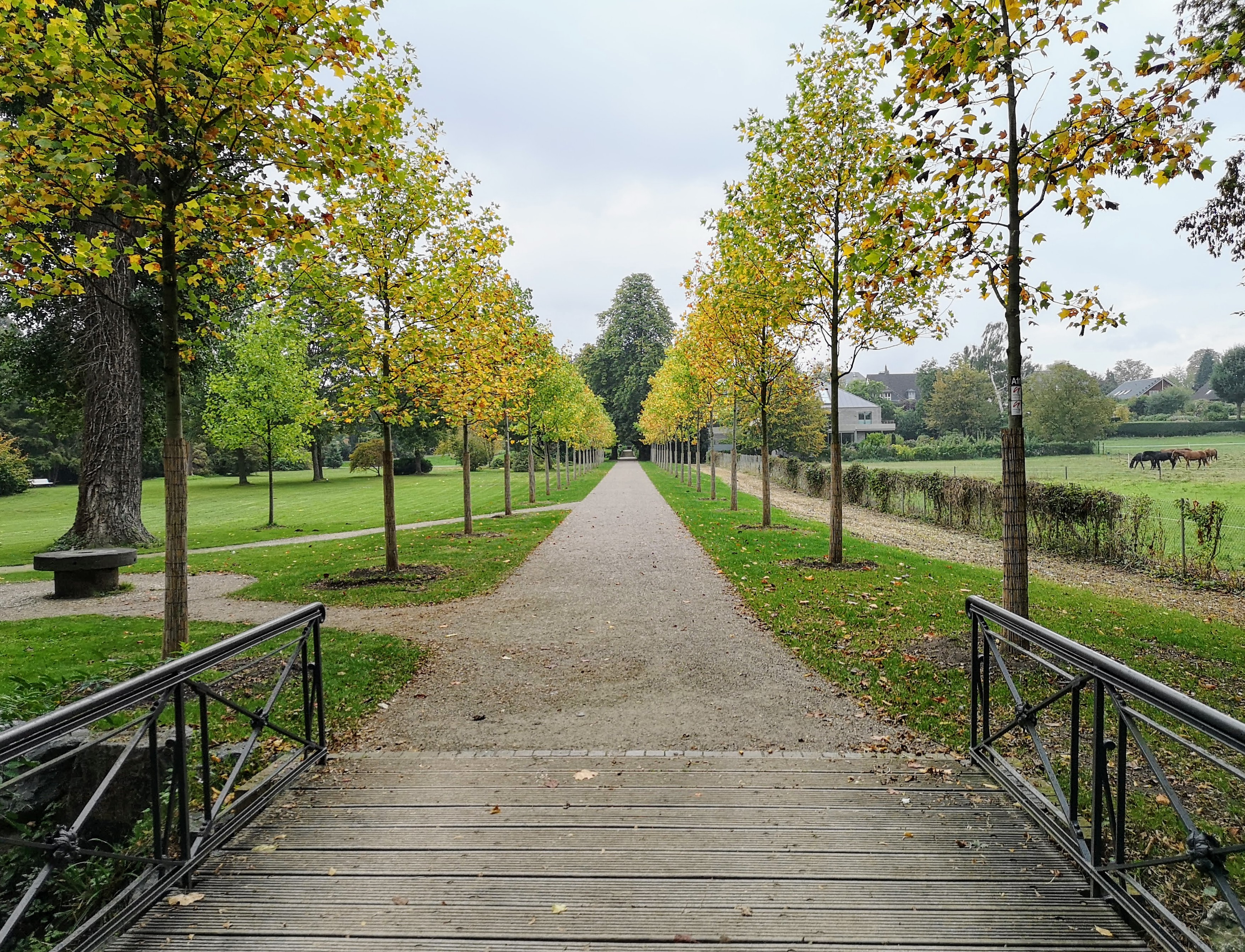
Als Ersatz gepflanzte Tulpenbaumallee (2019)

Beim Unwetter von Pfingstmontag 2014 wurde der Park schwer getroffen. Zahlreiche Bäume wurden stark beschädigt; der Park konnte mehrere Monate lang nicht mehr betreten werden. Die Rheinische Post berichtet über Schäden, die bei etwa bei 500 000 Euro lägen. In Folge des Sturms wurde am 7. November 2017 auch der mit einer Höhe von 25 m und einem Kronendurchmesser von 36 m größte und bekannteste Baum des Parks gefällt, eine ca. 100 Jahre alte Atlas-Zeder. Zuvor hatte sich eine eigens gegründete Bürgerinitiative dagegen gewehrt und unter anderem ein Gutachten vorgelegt, das entgegen dem städtisch beauftragten Gutachten einen Erhalt des Baumes für möglich und sinnvoll hielt. Ebenso musste die große Kastanienallee am südlichen Parkrand 2017/2018 komplett gefällt werden.  Als Ersatz wurden 2019 anstelle der früheren Rosskastanien wegen der Bedrohung durch Miniermotten 38 Tulpenbäume gepflanzt.

## Parkstruktur
Der Park enthält heute über 120 Gehölzarten; viele davon stammen aus fernen Kontinenten und benötigen sehr viel Platz, weswegen sie nur selten in europäischen Grünanlagen zu finden sind.
Der Poensgen-Park gliedert sich heute wie gestern im Wesentlichen in drei Bereiche: Den Bereich des ehemaligen Angerhauses samt Hausgarten, den darunter liegenden, von großen Rasenflächen mit solitären Bäumen und Büschen geprägten Landschaftspark und dem rechts der Anger gelegenen Waldteil.

### Angerhaus und Hausgarten
Das Angerhaus stand bis zu seiner Zerstörung 1945 auf der Anhöhe am südwestlichen Ende des Parks. Seine Ecken werden heute von vier mit einem Regenbogeneffekt versehene Stelen des Künstlers Reinhard M. Görs markiert. Direkt nordöstlich davon liegt der ehemalige Hausgarten, der heute den einzigen nicht öffentlich zugänglichen Teil des Parks enthält. Hier befinden sich ein ehemaliges privates Badehaus und ein Gerätehaus der städtischen Gärtner („Traubenhaus“). Es wird seitens der Stadt Ratingen erwägt, beide Häuser abzureißen und den Bereich neu zu gestalten.

### Landschaftsgarten
Über die historische Steintreppe gelangt man von der Anhöhe auf den weitgehend englischem Stil entsprechenden Parkteil, der sich bis zur Anger erstreckt und links von einer Tulpenbaum-Allee gesäumt wird, von der aus man einen Blick auf die Wasserburg Haus zum Haus hat.
Das großzügige Wiesengelände wird an einigen Stellen durch mehrere seltene große exotische Bäume und Büsche aufgelockert, die in Europa ob ihres Platzbedarfs recht selten in Parks und in freier Natur gar nicht zu finden sind. Besonders auffällig sind hierbei die Parrotie ⊙ mit einem Durchmesser von über 20 m, die bei Kindern als Kletterbaum sehr beliebt ist, ein Flügelnussbaum, ein südamerikanischer Trompetenbaum, ein Judasbaum, ein chinesischer Taschentuchbaum ⊙, ein nordamerikanischer Riesenmammutbaum ⊙ und gleich drei Exemplare der vom Aussterben bedrohten Schwarz-Pappeln ⊙. Als Besonderheit gilt zudem der Urweltmammutbaum ⊙, der bis zu seiner Entdeckung 1941 in einer entlegenen Bergregion Chinas nur aus Fossilienfunden bekannt war.

### Waldteil

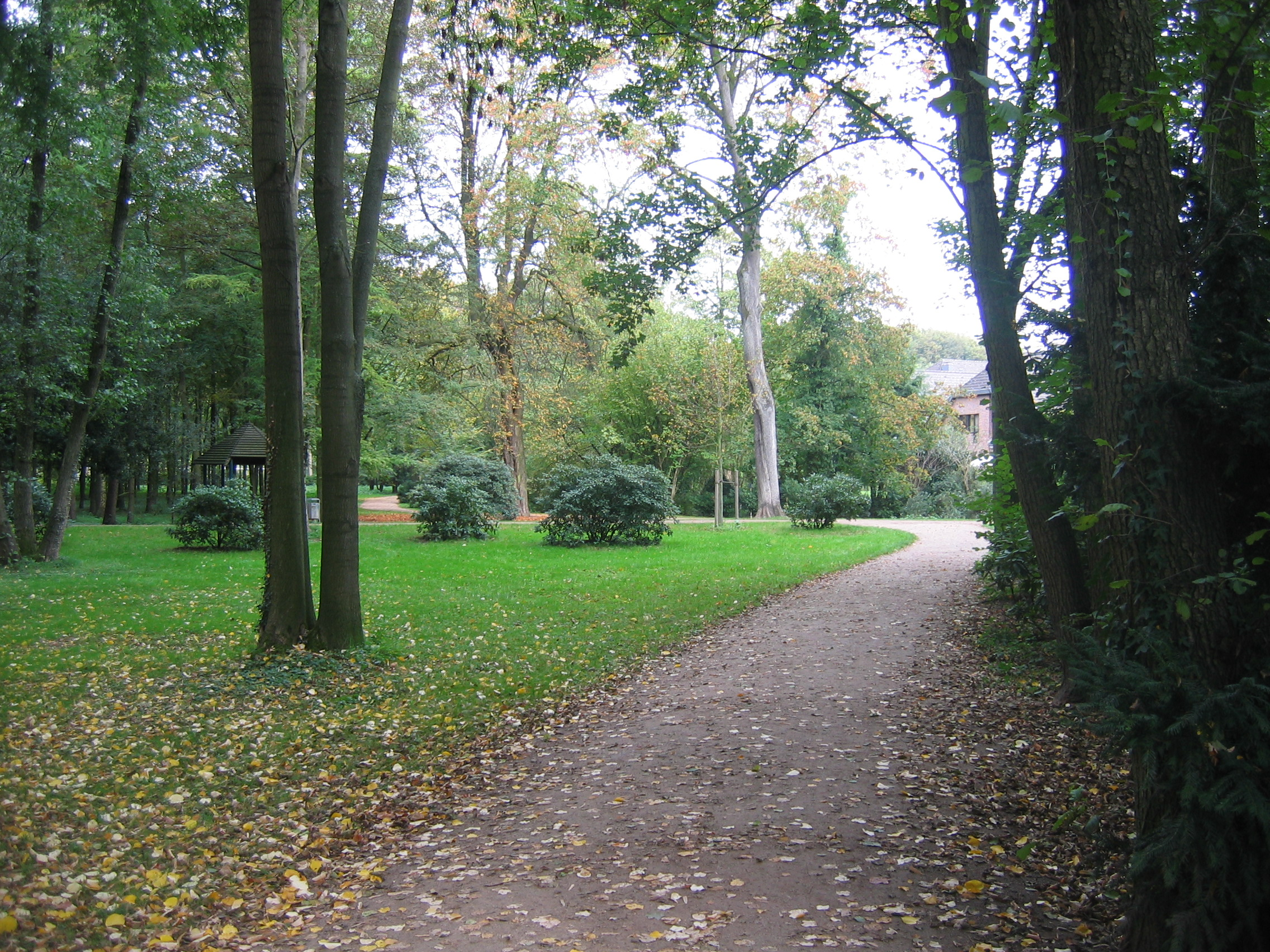
Blick in den bewaldeten Teil des Parks längs der Anger

Jenseits der Anger, die den Park durchzieht und von drei Brücken gequert wird, befindet sich der natürlichste Teil des Parks, der nahezu ohne Rasenflächen durch viele Bäume bestanden wird und daher waldähnlichen Charakter hat. Er ist von mehreren Fußwegen durchzogen und erstreckt sich entlang der Anger wesentlich weiter flussaufwärts bis etwa auf die Höhe des brügelmannschen Herrenhauses.
Auf diesem Teil befindet sich auch der älteste Weg des Parks, die heutige Ahornallee, die bereits 1786 als „Lindenallee“ auf Karten verzeichnet war. Sie führte damals von der heutigen Mülheimer Straße am Brügelmannschen Herrenhaus vorbei über die Anger bis zum Junkernbusch. An der Ahornallee steht auch eine kleine Schutzhütte.